# Димитър Льоровски
Димитър Льоровски Вамваковски (на македонска литературна норма: Димитар Љоровски Вамваковски) е историк от Република Северна Македония, специалист по история на Гърция и гръцката въоръжена пропаганда в Македония.

## Биография
Димитър Льоровски е роден на 12 декември 1981 година в Скопие, в семейство по произход от костурското село Въмбел. През 2005 година се дипломира в Института по история към Философския факултет в Скопския университет, а в 2009 година завършва магистратура и през 2013 година защитава докторска дисертация. Същата година е избран за доцент, а през 2016 година и за извънреден професор от Отделението за история на Балканите и на Македония (1800 – 1914) към Института за национална история.
От 13 септември 2022 година е член на Съвместната мултидисциплинарна комисия между България и Северна Македония.